# Самодурова Софія В'ячеславівна
Софія В'ячеславівна Самодурова (нар. 30 липня 2002 року, Красноярськ, Росія) — російська фігуристка, що виступає в одиночному катанні. Бронзова призерка етапу Гран-прі «Скейт Америка» у 2018 році. Чемпіонка Європи у 2019 році.
Станом на 24 листопада 2021 року посідає 27-те місце в рейтингу Міжнародного союзу ковзанярів.

## Біографія
Софія В'ячеславівна Самодурова народилася 30 лютого 2002 року у Красноярську, але невдовзі її сім'я переїхала із Сибіру до Санкт-Петербурга, де Софія та її батьки живуть і донині. Станом на 2021 рік займається в групі Олексія Мішина в СШОР «Зоряний Лід».
Батько Софії народився в Хакасії, здобув вищу освіту в Красноярській державній архітектурно-будівельній академії. Мати Софії Олена Самодурова народилася в Іркутській області, в студентські роки переїхала до Красноярська, де й познайомилася з майбутнім чоловіком.
Батьки Софії займаються будівельним бізнесом.

## Кар'єра

### До 2018 року
Дебют Софії Самодурової відбувся на Першості Росії з фігурного катання серед юніорів, який проводився у лютому 2015 року у Йошкар-Олі (республіка Марій Ел). 12-річна спортсменка змогла зайняти лише 16, передостаннє місце. У листопаді того ж року Софія виступила значно успішніше на Міжнародному турнірі з фігурного катання NRW Trophy у Німеччині. У категорії «новачки» Самодурова взяла срібло.
В 2016 році Самодурова перейшла до групи відомого тренера Олексія Мішина. Фігуристка розповідала, що вони з Мішиним швидко порозумілися, бо час від часу бачилася в спортивній школі. «Мішин для мене, як батько, допомагає мені у всьому, у будь-якій життєвій ситуації. Я його дуже поважаю та люблю», – розповідала Софія.
Перший рік роботи з Олексієм Миколайовичем для Софії розпочався із 6-го місця на Чемпіонаті Росії серед юніорів. Також дівчина показала непогані результати на юніорському етапі Гран-прі з фігурного катання у Японії.
Наприкінці 2016 року Софія вперше взяла участь у дорослих змаганнях. Взявши участь в Чемпіонат Росії в якості запасної, що проходив у Челябінську, Самодурова зуміла зайняти 9-е місце. Кульмінацією сезону для Самодурової стала срібна медаль, завойована спортсменкою на Triglav Trophy у Словенії. До першого місця дівчині забракло зовсім трохи - її випередила інша російська юніорка, Єлизавета Нугуманова. Як юніорка Самодурова виступила ще на чотирьох змаганнях сезону 2017–2018. Показники дівчини суттєво підросли: дві золотих медалі на юніорських етапах Гран-прі в Італії та Хорватії. А ось Чемпіонат  Росії сезону 17/18 пройшов для Софії не так вдало - вона залишилася далеко позаду лідерської трійки, посівши лише 11 місце.

### Сезон 2018/2019
Сезон 2018-2019 розпочався для Самодурової добре. 16-річна Софія перейшла в категорію «дорослих» фігуристів, взявши два срібла та завоювавши бронзу на турнірі серії "Challenger" Lombardia Trophy в Італії. На чемпіонаті Європи після короткої програми йшла на 2-му місці, але потім відмінний прокат довільної програми приніс їй золото. При цьому на чемпіонаті Європи вона оновила всі свої особисті рекорди: у короткій, довільній програмах і по сумі балів.

## Спортивні результати
| Міжнародні                            | Міжнародні | Міжнародні | Міжнародні | Міжнародні | Міжнародні |
| Змагання                              | 2014/15    | 2015/16    | 2016/17    | 2017/18    | 2018/19    |
| ------------------------------------- | ---------- | ---------- | ---------- | ---------- | ---------- |
| Чемпіонат Европи                      |            |            |            |            | 1          |
| Фінал Гран-прі                        |            |            |            |            | 5          |
| Етапи Гран-прі. Rostelecom Cup        |            |            |            |            | 2          |
| Етапи Гран-прі. Skate America         |            |            |            |            | 3          |
| Челленджері. Кубок Ломбардії          |            |            |            |            | 2          |
| Міжнародні серед юніоров              |            |            |            |            |            |
| Фінал юніорського Гран-прі            |            |            |            | 6          |            |
| Етапи юніорського Гран-прі. Хорватія  |            |            |            | 1          |            |
| Етапи юніорського Гран-прі. Італія    |            |            |            | 1          |            |
| Етапи юніорського Гран-прі. Японія    |            |            | 4          |            |            |
| Triglav Trophy                        |            |            | 2          |            |            |
| Міжнародні серед продвинутих новістів |            |            |            |            |            |
| NRW Trophy                            |            | 2          |            |            |            |
| Національні                           |            |            |            |            |            |
| Чемпіонат Росії                       |            |            | 9          | 11         | 6          |
| Чемпіонат Росії серед юніорів         | 16         | 6          | 12         |            |            |

## Галерея

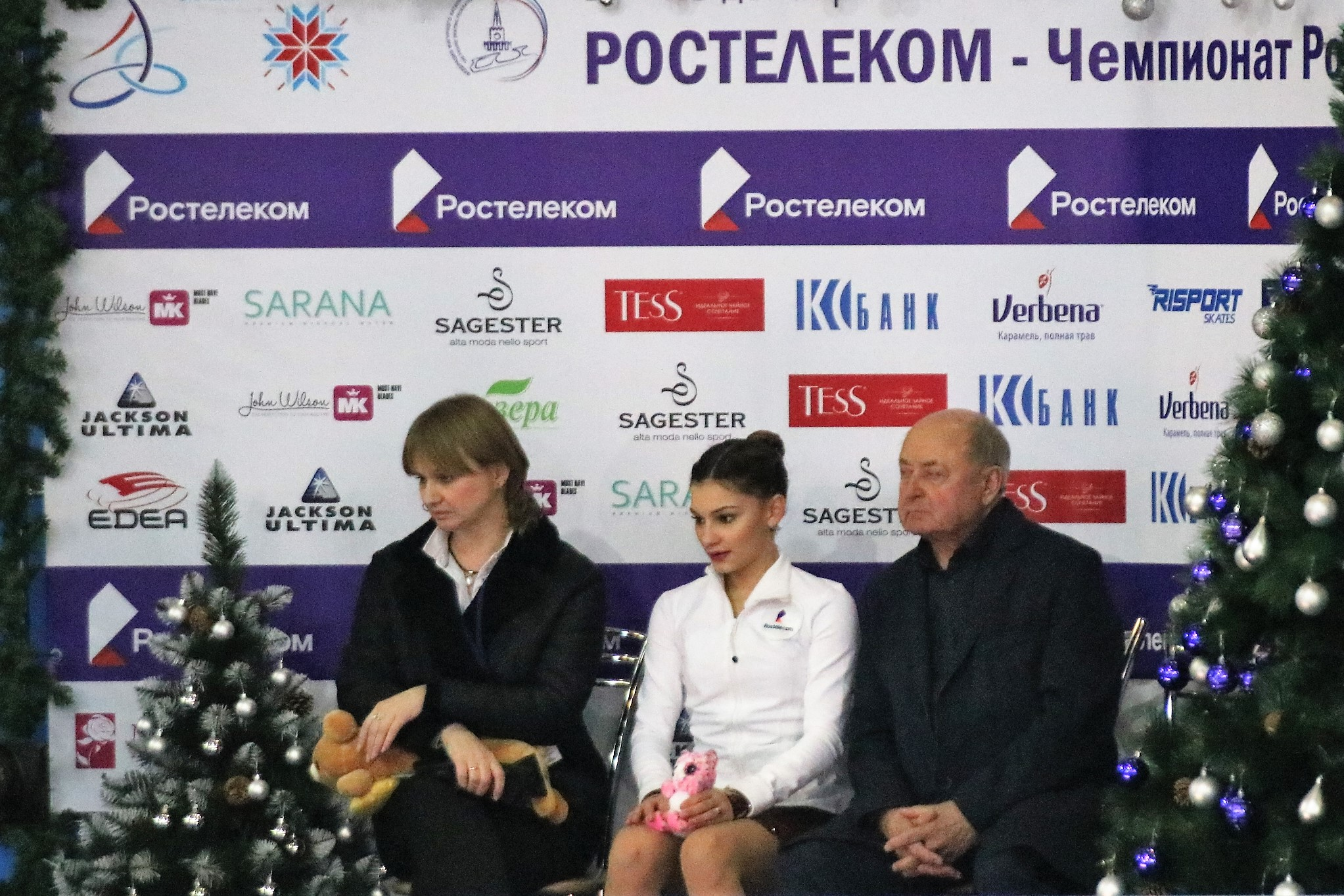
Софія Самодурова з тренером Олексієм Мішин і хореографом Тетяною Прокоф'євої на чемпіонаті Росії з фігурного катання на ковзанах 2019 року
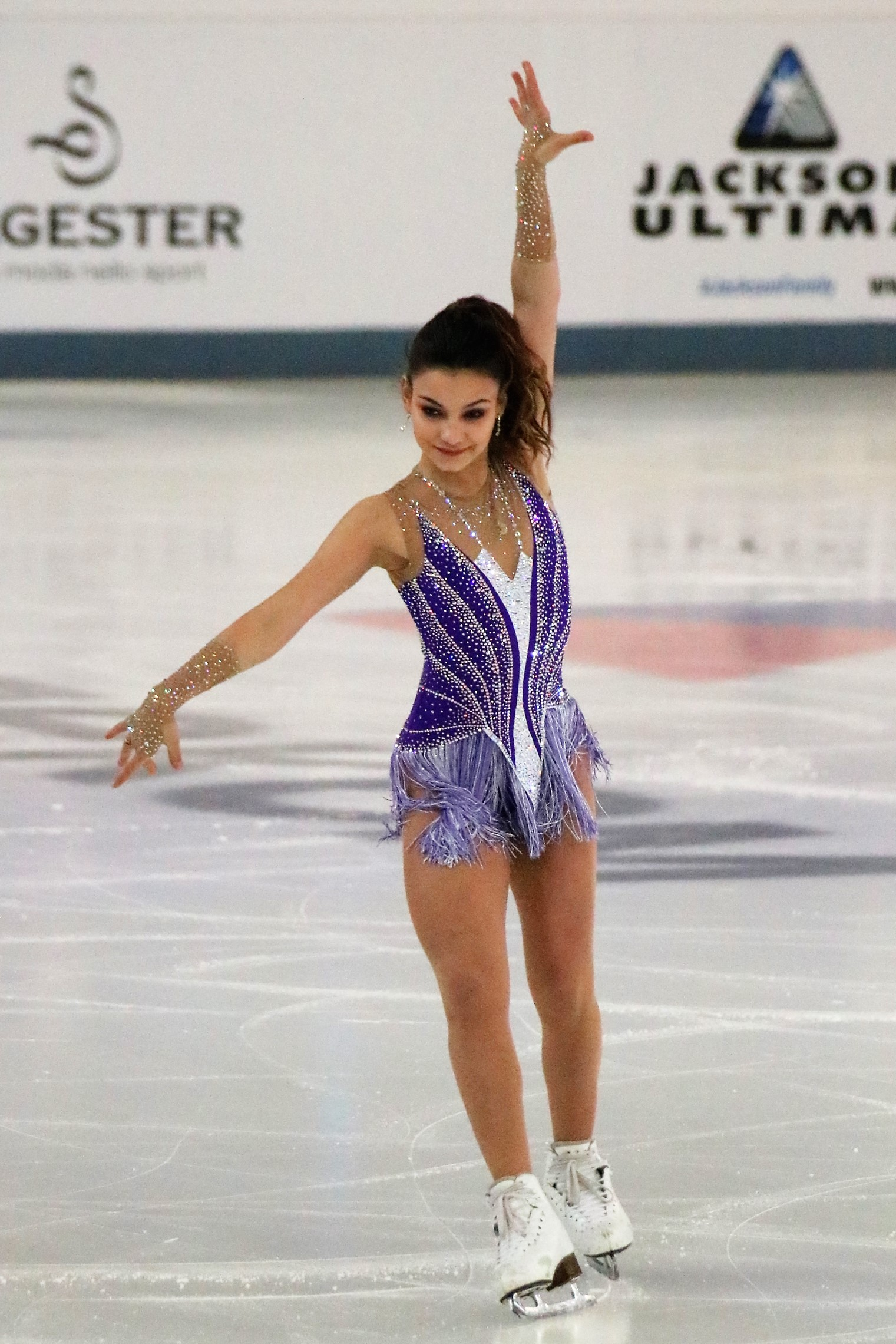
Софія Самодурова на чемпіонаті Росії з фігурного катання на ковзанах 2019
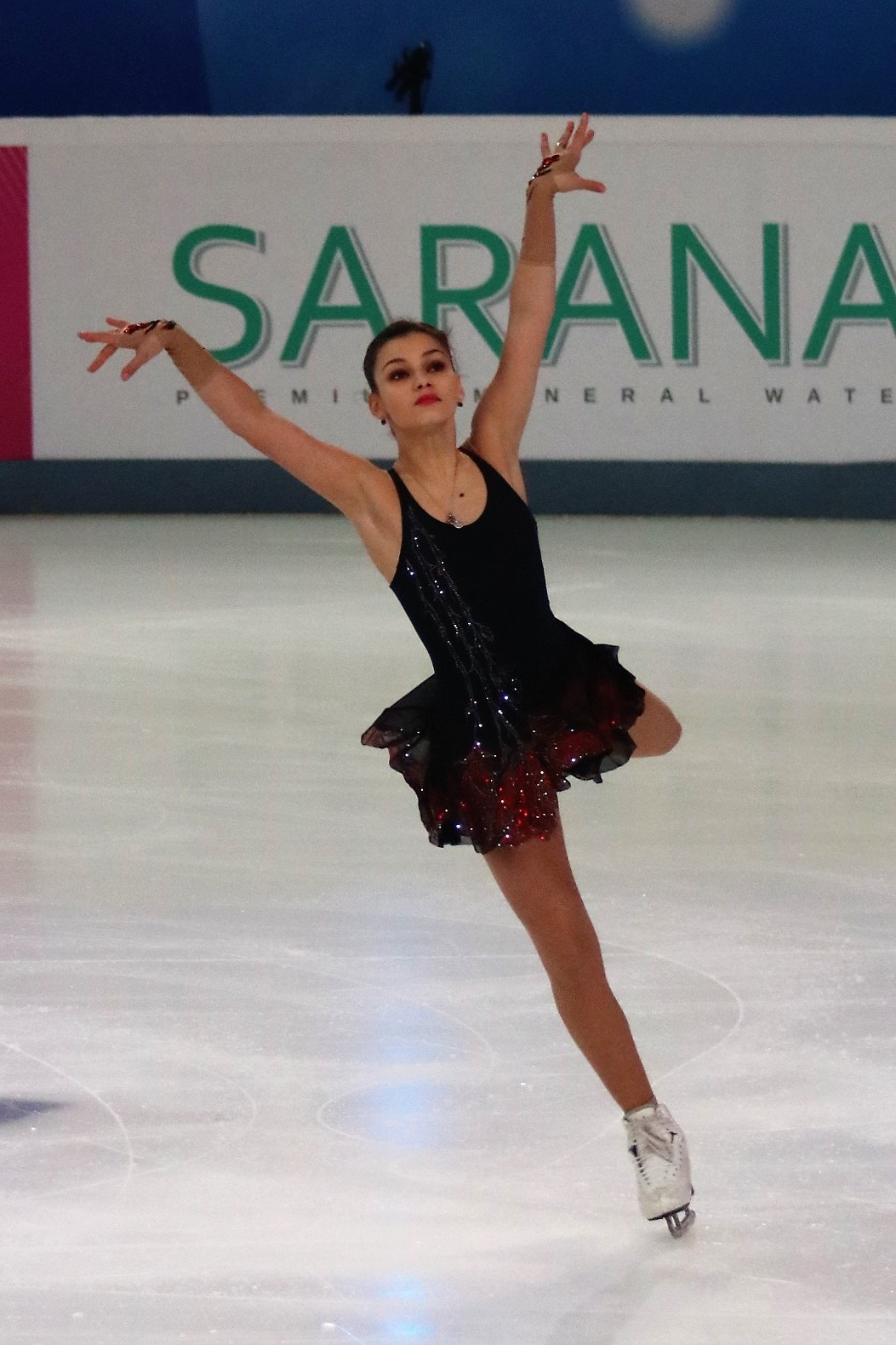
Софія Самодурова на чемпіонаті Росії з фігурного катання на ковзанах 2019
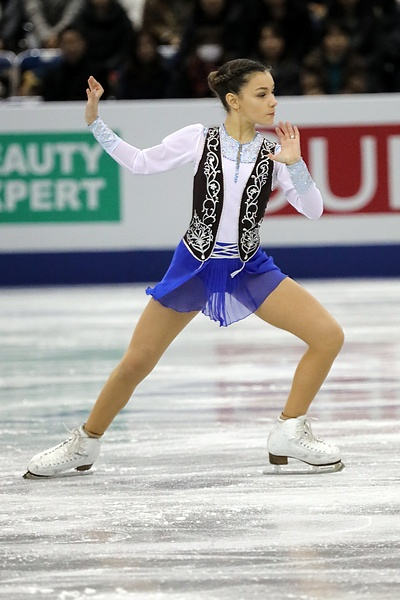
Софія Самодурова на фіналі юніорського Гран-прі (сезон 2017-2018)
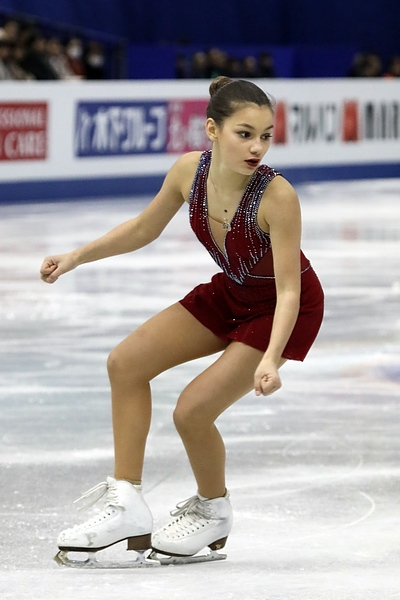
Софія Самодурова  на фіналі юніорського Гран-прі (сезон 2017-2018)